# La Recherche des dieux
Pour les articles homonymes, voir Recherche et Dieu.
Pour plus de détails, voir Fiche technique et Distribution.
La Recherche des dieux (Search for the Gods) est un téléfilm américain.
Aux États-Unis, ce téléfilm est diffusé pour la première fois le 9 mars 1975, sur ABC.
En France, ce téléfilm est diffusé pour la première fois le dimanche 11 septembre 1977, sur Antenne 2. Il est ensuite rediffusé en décembre 1981 sur cette même chaîne, avant de connaître de multiples rediffusions sur La Cinq (notamment en mai 1987, novembre 1987, mars 1988 et en août 1988).

## Synopsis
Une équipe d'archéologues américains effectue une série de fouilles en Amérique centrale à la recherche de vestiges de la civilisation aztèque. Ce sont tout particulièrement les médailles qui intéressent les chercheurs. Leur nouveau champ de fouilles se situe dans le village de Pueblo. Ils ne tardent pas à découvrir un précieux médaillon aztèque. Cette première trouvaille les pousse à élargir leurs champs d'investigation, mais de grands dangers les guettent désormais.

## Distribution
- Kurt Russell : Shan Mullins
- Stephen McHattie : Willie Longfellow
- Ralph Bellamy : Dr. Henderson
- Victoria Racimo : Genera Juantez
- Raymond St. Jacques : Raymond Stryker
- Albert Paulsen : Tarkanian
- John War Eagle : Lucio
- Carmen Argenziano : Wheeler